# Сюлеменькаси
Сюлеменька́си (рос. Сюлеменькасы, чув. Çĕлеменкасси) — присілок у Чувашії Російської Федерації, у складі Москакасинського сільського поселення Моргауського району.
Населення — 66 осіб (2010; 92 в 2002, 132 в 1979; 145 в 1939, 114 в 1926, 156 в 1897, 95 в 1858). Національний склад — чуваші, росіяни.

## Історія
Історичні назви — Сулеменкін, Сюлемель-каси. Утворився як виселок присілку Ачкарень (нині не існує), потім як околоток села Ахманеї. До 1866 року селяни мали статус державних, займались землеробством, тваринництвом, бондарством, виробництвом борошна, шерсті та одягу. 1930 року утворено колгосп «Фінанс». До 1920 року присілок перебував у складі Татаркасинської волості Козьмодемьянського, а до 1927 року — Чебоксарського повіту. 1927 року присілок переданий до складу Татаркасинського району, 1939 року — до складу Сундирського, 1962 року — до складу Чебоксарського, 1964 року — до складу Моргауського району.